# 南和区
南和区（なんわ-く）は中華人民共和国河北省邢台市に位置する市轄区。

## 歴史
前漢により設置された。西晋により廃止されたが、496年（太和20年）に北魏により再び設置された。1265年（至元2年）に元代により廃止され、管轄区域は沙河県に編入されたが、まもなく再び設置された。
1958年に廃止され巨鹿県に編入されたが、1962年に再び設置された。2020年6月23日に市轄区の南和区に改編された。

## 行政区画
- 鎮:和陽鎮、賈宋鎮、郝橋鎮、三思鎮、河郭鎮
- 郷:東三召郷、閻里郷、史召郷